# Павло Кринчик
Павло Кринчик (5 (17) вересня 1898, с. Єдначі, Слонімський повіт, Гродненська губернія, нині Слонімський район, Гродненська область — 22 вересня 1975, Слонім)  — діяч визвольного руху в Західній Білорусі, публіцист. Депутат Польського Сейму. 

## Біографія
Закінчив Катеринославський політехнікум шляхів сполучення (1921 рік). У 1920-ті активний учасник Товариства білоруського шкільництва; з 1927 віце-голова Слонімської окружної управи ТБШ, травня 1929 член Головного управління ТБШ. У 1928 обраний депутатом польського сейму за списком білоруських організацій. Один з організаторів і член Головного секретаріату клубу «Змагання». Входив до західнобілоруського оргкомітету з підготовки Європейського селянського конгресу в Берліні.
У серпні 1930 заарештований польською владою і засуджений на 10 років в'язниці. З вересня 1932 через обмін політв'язнями - етапований в СССР. Працював на господарській роботі. 
Заарештований 26 жовтня 1935. Засуджений 1 квітня 1936 «трійкою» НКВД за «зв'язок з розвідкою буржуазної Польщі» до 5 років ППК. Етапований в один з колимських концтаборів. 
Реабілітований 30 березня 1956. 
Жив у Слонімі. Чоловік А. К. Лебецької. Особиста справа К. № 6824-с зберігається в архіві КДБ Білорусі.
Автор спогадів.